# Luca Denicolà
Luca Denicolà (* 17. April 1981 in Lostallo) ist ein ehemaliger Schweizer Fussballspieler.

## Karriere
Der 17-fache U21-Nationalspieler Luca Denicola galt lange Zeit als grosses Talent. Er wurde aber immer wieder durch Verletzungen zurückgeworfen und kämpft momentan um einen Stammplatz beim Grasshopper Club Zürich. Der Verteidiger ist bereits seit 1998 beim Zürcher Stadtklub unter Vertrag und wurde seither an die Young Boys und den FC Aarau, bei dem er seine Höchstform erreichte, ausgeliehen.

## Titel und Erfolge
- Axpo Super League: 2001